# Uvàlnoie
Uvàlnoie (en rus: Увальное) és un poble del krai de Primórie, a l'Extrem Orient de Rússia, que en el cens del 2010 tenia 850 habitants.